# 櫻間弓川

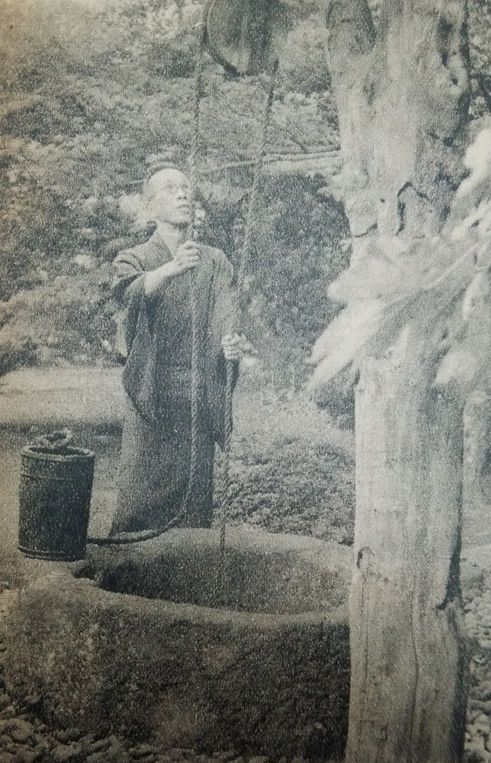
1947年

櫻間 弓川（さくらま きゅうせん、1889年（明治22年）5月18日 - 1957年（昭和32年）3月1日）は、シテ方金春流能楽師。元名、桜間金太郎。
櫻間伴馬の次男。櫻間道雄は従兄弟。大正・昭和を代表する金春流の能楽師。長男は櫻間金太郎。
1894年、6歳で『三井寺』の子方として初舞台。1901年「船弁慶」で初シテ。
1951年度、芸術選奨受賞。1953年『熊野』のシテの演技に対して芸術祭賞。同年、東京水道橋能楽堂での「卒塔婆小町」の演技により日本芸術院賞を受賞。1957年日本芸術院会員に任命されたが発令の翌日に亡くなった。
小学校の同級生に木村荘太や後藤末雄がおり、木村は桜間のことを「成績もよく、素行も正しかった」と記している。

## 著作物

### 著書
- 『宝生九郎先生と私』桜間金太郎編著. わんや書店, 1939
- 『桜間芸話』桜間金太郎 著. わんや書店, 1948

### DVD
- 能楽名演集 金春流「葵上」櫻間金太郎（弓川） 宝生新／「実盛」櫻間道雄 森茂好、NHKエンタープライズ

## 櫻間金太郎
櫻間金太郎（1916年1月1日-1991年3月17日、本名櫻間龍馬）は能楽師（金春流シテ方）。櫻間弓川の長男。従来金春流が上演していなかった「正尊」「巻絹」を復曲、初演した。

## 著作物

### 著書
- 『能楽三代』白水社, 1987.6

### DVD
- 能楽名演集「仕舞一調舞囃子集」／仕舞『融』櫻間金太郎、NHKエンタープライズ